# IJplein
IJplein è un quartiere nello stadsdeel di Amsterdam-Noord, nella città di Amsterdam. Le case del quartiere sono state costruite tutte tra il 1980 e il 1987.
Nella parte orientale del quartiere era presente un centro di riparazioni navali chiamato Amsterdamsche Droogdok Maatschappij. Oggigiorno tutte le strade in questa parte del quartiere si riferiscono a questo cantiere, a cui è dedicato anche un monumento.
Inoltre in questo quartiere, è presente un monumento in memoria dei 367 deportati ebrei che nel 1942 furono catturati e condotti nei campi di sterminio nazisti. Di questi 367 solo 8 tornarono dopo la guerra.
Nel quartiere è presente anche un centro giovanile chiamato De Valk.

## Galleria d'immagini

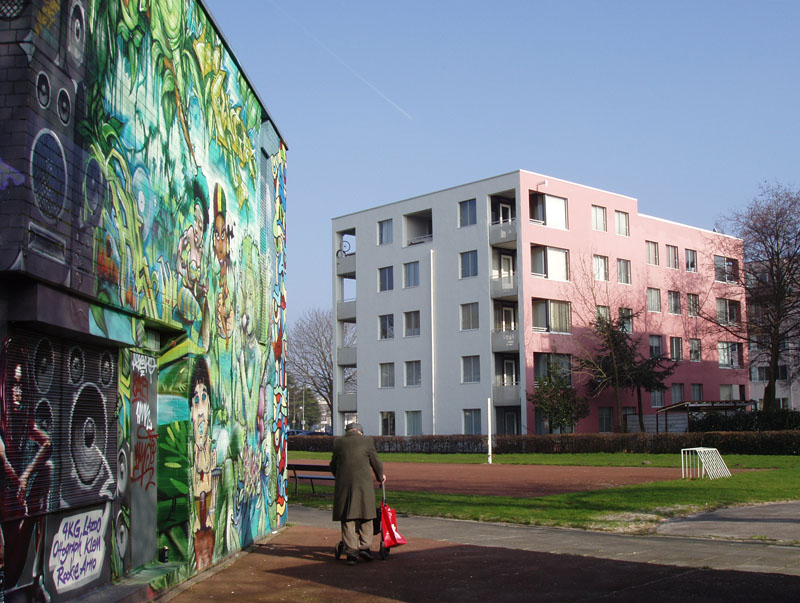
Il centro giovanile De Valk.
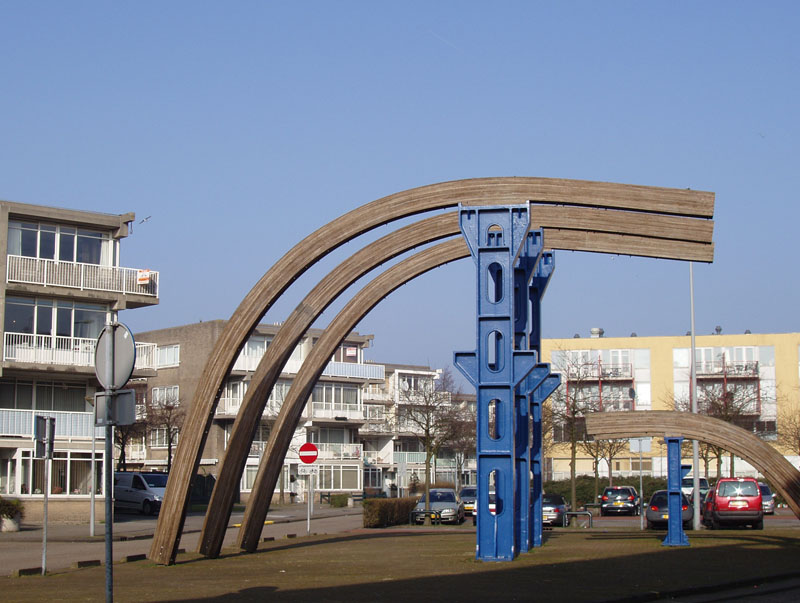
Un monumento all'Amsterdamsche Droogdok Maatschappij, azienda di riparazioni navali.
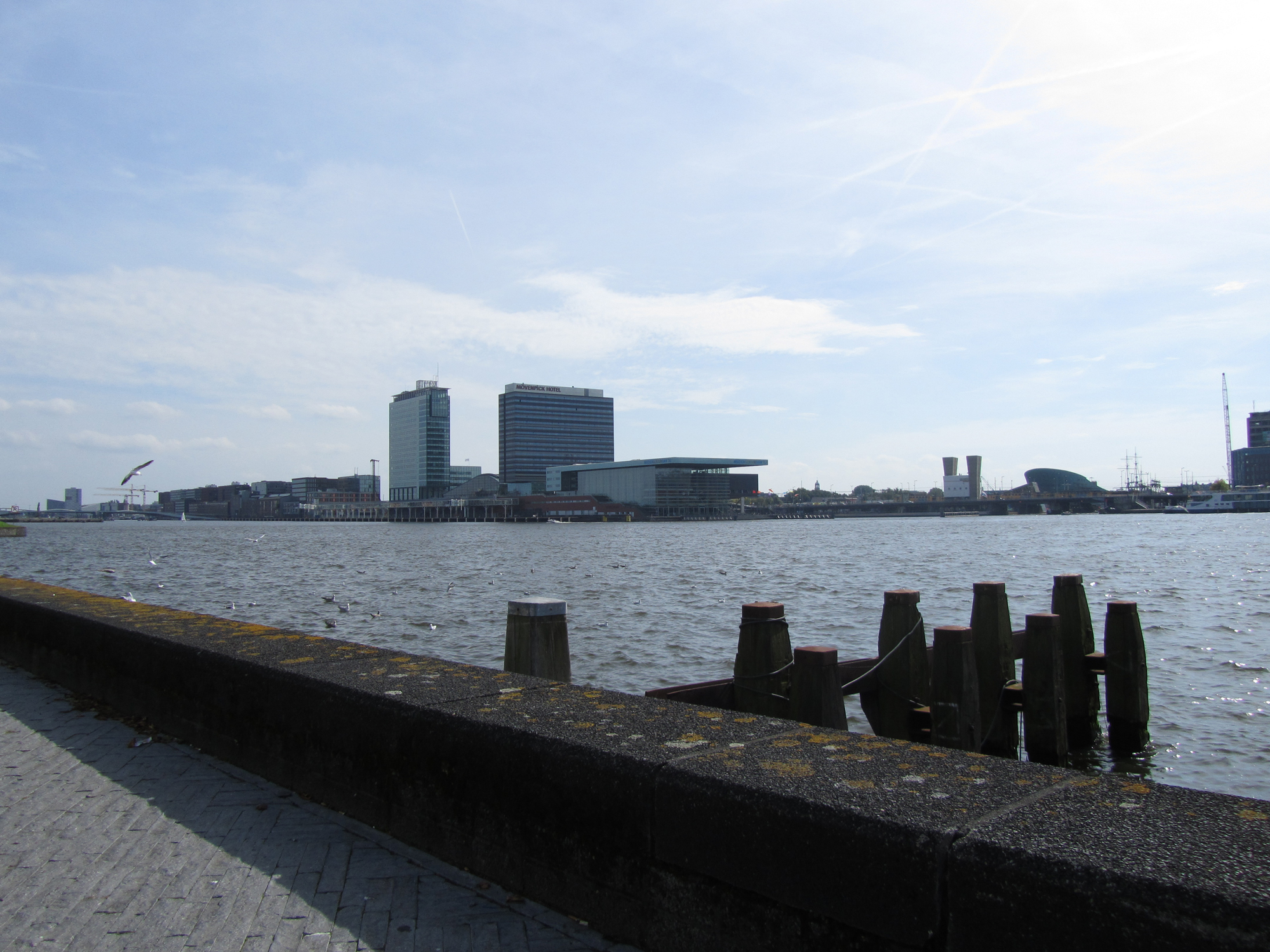
Il mare da IJplein.